# Heckler & Koch P7
P7 je njemački 9mm poluautomatski pištolj kojeg je dizajnirao Helmut Weldle i proizvodio Heckler & Koch GmbH (H&K). Prvi puta je prikazan javnosti 1976. godine kao PSP (Polizei Selbstlade Pistole—"policijski samopunjivi pištolj").